# Liga Élite de hockey línea
La Liga Élite masculina de hockey línea es la máxima categoría masculina de la liga española de hockey en línea. Paralelamente, encontramos también la Liga Élite femenina. Ambas competiciones  son organizadas por la Real Federación Española de Patinaje.

## Historial
| Temporada | Campeón                           | Subcampeón                        |
| --------- | --------------------------------- | --------------------------------- |
| 2014-15   | Hockey Club Rubí Cent Patins      | Espanya HC                        |
| 2015-16   | Espanya HC                        | Hockey Club Rubí Cent Patins      |
| 2016-17   | Espanya HC                        | Club Patinaje en Línea Valladolid |
| 2017-18   | Club Patinaje en Línea Valladolid | Espanya HC                        |
| 2018-19   | Club Patinaje en Línea Valladolid | Espanya HC                        |
| 2019-20   | Molina Sport ACEGC                | Club Patinaje en Línea Valladolid |
| 2020-21   | Club Patinaje en Línea Valladolid | Tres Cantos P.C.                  |
| 2021-22   | Molina Sport ACEGC                | Tres Cantos P.C.                  |
| 2022-23   | Molina Sport ACEGC                | Club Patinaje en Línea Valladolid |
| 2023-24   | Molina Sport ACEGC                | Club Patinaje en Línea Valladolid |
| 2024-25   | Molina Sport ACEGC                | Club Patinaje en Línea Valladolid |

## Palmarés
| Club                | Campeón | Subcampeón | Años campeón                                |
| ------------------- | ------- | ---------- | ------------------------------------------- |
| Molina Sport ACEGC  | 5       | 0          | 2019-20, 2021-22, 2022-23, 2023-24, 2024-25 |
| CPL Valladolid      | 3       | 5          | 2017-18, 2018-19, 2020-21                   |
| Espanya HC          | 2       | 3          | 2015-16, 2016-17                            |
| HC Rubí Cent Patins | 1       | 1          | 2014-15                                     |